# Derzsi Sándor
Derzsi Sándor (Somogyom, 1919. szeptember 27. – Budapest, 1978. január 23.) magyar költő és újságíró.

## Életpályája
Középiskoláit Balázsfalván, Gyulafehérvárott és Brassóban végezte. A kolozsvári tudományegyetem bölcsészeti karán folytatott tanulmányait félbehagyva a Thalia Studió színésztagozatát végezte el. 1933-tól jelentek meg versei a Jóbarát című diáklapban. Maga adta ki Szenvedések mámorában című verseskötetét (Kolozsvár, 1942), ebben a Mozaik a szegénységről négysorosokból álló ciklusa kiemelkedő.
Verseit közölte a Keleti Újság, a Pásztortűz és az Erdélyi Helikon, majd az Üdvözlégy szabadság című versantológia (Kolozsvár, 1942). A Márciusi Baráti Kör egyik alapítója, a Március című egyetemista lap szerkesztőségének tagja (1943–44), a Termés munkatársa. Depresszióra hajló egyéniség; nyomorúságos gyermekkora, örömtelen ifjúsága fejeződött ki kötött formái közt is érvényesülő ellentétes indulataiban. 1944–45-ben a kolozsvári Világosságnál, majd rövid ideig a brassói Népi Egység szerkesztőségében dolgozott.
1945 végén Budapestre költözött, ott a Válasz, Nagyvilág, Valóság, Magyar Nemzet munkatársaként működött. Fordításában jelent meg Mihail Sadoveanu A csodálatos erdő című meséje.

## Posztumusz kötetek
- Szabadító ének : versek és politikai írások / Derzsi Sándor ; [a válogatott verseket Kántor Lajos, a politikai írásokat, függeléket Derzsi Ottó szerk.]. Budapest : Püski, 2000. 288 p. ill. ISBN 963-9188-97-2
- Testamentum az anyagról : ezer vers / Derzsi Sándor ; szerk. Lászlóffy Csaba. Kolozsvár : Művelődés, 2004. 495 p. ISBN 973-7993-05-5

## Emlékezete
1998-ban jelentettek meg tiszteletére emlékkönyvet, melyet Derzsi Ottó és Varga Domokos szerkesztett.